# Sumowo (Ermland-Mazurië)
Sumowo (Duits: Summowen; 1938-1945: Summau) is een plaats in het Pools woiwodschap Ermland-Mazurië, in het district Gołdapski. De plaats maakt deel uit van de gemeente Dubeninki.